# Clemente Bovi
Clemente Bovi (Ciminna, 29 ottobre 1926 – Corleone, 8 settembre 1959) è stato un militare italiano insignito di medaglia d'oro al valor militare alla memoria.
Fu una vittima innocente di Cosa Nostra. L'8 settembre 1959 Verso l'1:00 di notte, sulla strada statale 118 in direzione Agrigento, a circa 6 km dall'abitato di Corleone, in località «Case Moscato», la strada era stata bloccata da alcuni banditi con dei massi. Quattro automobili provenienti da Palermo vennero fermate e furono rapinate 11 persone, per un valore complessivo di mezzo milione di lire.
Nel frattempo sopraggiunse un'altra automobile, che fu fermata. Dalla vettura scesero quattro persone, fra le quali anche Clemente Bovi, il quale stava tornando a Caltabellotta per riprendere servizio, dopo essere stato in permesso per trascorrere la giornata con la moglie e la figlia di un anno nel suo paese natale.
Il Carabiniere scese dall'auto ed estrasse la pistola d'ordinanza e, gettatosi nella breve scarpata sul lato destro della strada, apriva il fuoco contro i banditi, scaricando tutto il caricatore.
Due banditi, vennero raggiunti dalle pallottole e si accasciarono al suolo. Ma anche Bovi era stato colpito. Subito dopo uno dei banditi gli puntò ancora il fucile a un fianco e fece partire una scarica.

## Onorificenze
Alla sua memoria è stato intitolato il 184º Corso Allievi Carabinieri Ausiliari nel 1994.